# 河東努
河東 努（かわひがし つとむ）は、日本のドルビーフィルムコンサルタント。コンチネンタルファーイースト所属。
『映画の達人2』・第2語のゲストとしての出演。

## 作品

### 劇場アニメ
- 劇場版ポケットモンスター ミュウツーの逆襲（1998年）- 技術協力
- CLOVER（1999年）- 現像
- 劇場版カードキャプターさくら（1999年）- 技術協力
- 劇場版ポケットモンスター 幻のポケモン ルギア爆誕（1999年）- 技術協力
- 名探偵コナン 瞳の中の暗殺者（2000年）- 技術協力
- 劇場版カードキャプターさくら 封印されたカード（2000年）- 技術協力
- クレヨンしんちゃん 嵐を呼ぶジャングル（2000年）- 技術協力
- 劇場版ポケットモンスター 結晶塔の帝王 ENTEI（2000年）- コンサルタント
- COWBOY BEBOP 天国の扉（2001年）
- 劇場版 Di Gi Charat 星の旅（2001年）- コンサルタント
- 劇場版 とっとこハム太郎 ハムハムランド大冒険（2001年）- コンサルタント
- 千と千尋の神隠し（2001年）
- 名探偵コナン 天国へのカウントダウン（2001年）- 技術協力
- ドラえもん のび太と翼の勇者たち（2001年）
- クレヨンしんちゃん 嵐を呼ぶ モーレツ!オトナ帝国の逆襲（2001年）- 技術協力
- 劇場版ポケットモンスター セレビィ 時を超えた遭遇（2001年）- コンサルタント
- 犬夜叉 時代を越える想い（2001年）
- ミニパト（2002年）
- ザ☆ドラえもんズ ゴール!ゴール!ゴール!!（2002年）- コンサルタント
- ギブリーズ episode2（2002年）- デジタル光学録音
- WXIII 機動警察パトレイバー（2002年）
- 劇場版 とっとこハム太郎 ハムハムハムージャ! 幻のプリンセス（2002年）- コンサルタント
- 千年女優（2002年）- コンサルタント
- ドラえもん のび太とロボット王国（2002年）- コンサルタント
- クレヨンしんちゃん 嵐を呼ぶ アッパレ!戦国大合戦（2002年）- コンサルタント
- パルムの樹（2002年）- コンサルタント
- 劇場版ポケットモンスター 水の都の護神 ラティアスとラティオス（2002年）- コンサルタント
- 犬夜叉 鏡の中の夢幻城（2002年）
- 猫の恩返し（2002年）- 光学録音
- ぼくの生まれた日（2002年）- コンサルタント
- ONE PIECE THE MOVIE デッドエンドの冒険（2003年）- コンサルタント
- Pa-Pa-Pa ザ★ムービー パーマン（2003年）- コンサルタント
- 劇場版ポケットモンスター アドバンスジェネレーション 七夜の願い星 ジラーチ（2003年）- コンサルタント
- 劇場版 とっとこハム太郎 ハムハムグランプリン オーロラ谷の奇跡 リボンちゃん危機一髪!（2003年）- コンサルタント
- ラーゼフォン 多元変奏曲（2003年）- コンサルタント
- ドラえもん のび太とふしぎ風使い（2003年）- コンサルタント
- クレヨンしんちゃん 嵐を呼ぶ 栄光のヤキニクロード（2003年）- コンサルタント
- 映画 あたしンち（2003年）- コンサルタント
- 東京ゴッドファーザーズ（2003年）- コンサルタント
- 犬夜叉 天下覇道の剣（2003年）
- 茄子 アンダルシアの夏（2003年）- コンサルタント
- こちら葛飾区亀有公園前派出所 THE MOVIE2 UFO襲来! トルネード大作戦!!（2003年）- コンサルタント
- イノセンス（2004年）
- ドラえもんアニバーサリー25（2004年）
- ONE PIECE 呪われた聖剣（2004年）- コンサルタント
- Pa-Pa-Pa ザ★ムービー パーマン タコDEポン!アシHAポン!（2004年）- コンサルタント
- 劇場版 とっとこハム太郎 はむはむぱらだいちゅ! ハム太郎とふしぎのオニの絵本塔（2004年）- コンサルタント
- 劇場版ポケットモンスター アドバンスジェネレーション 裂空の訪問者 デオキシス（2004年）- コンサルタント
- ハウルの動く城（2004年）- コンサルタント
- それいけ!アンパンマン 夢猫の国のニャニイ（2004年）- コンサルタント
- ドラえもん のび太のワンニャン時空伝（2004年）
- クレヨンしんちゃん 嵐を呼ぶ!夕陽のカスカベボーイズ（2004年）- コンサルタント
- 新暗行御史（2004年）- 音響制作担当
- 犬夜叉 紅蓮の蓬莱島（2004年）
- あらしのよるに（2005年）- コンサルタント
- ONE PIECE THE MOVIE オマツリ男爵と秘密の島（2005年）- コンサルタント
- 劇場版 xxxHOLiC 真夏ノ夜ノ夢（2005年）- コンサルタント
- クレヨンしんちゃん 伝説を呼ぶブリブリ 3分ポッキリ大進撃（2005年）- コンサルタント
- ロックマンエグゼ 光と闇の遺産（2005年）- コンサルタント
- 劇場版ポケットモンスター アドバンスジェネレーション,ミュウと波導の勇者 ルカリオ（2005年）- コンサルタント
- 劇場版 鋼の錬金術師 シャンバラを征く者（2005年）- コンサルタント
- 劇場版デュエル・マスターズ 闇の城の魔龍凰（2005年）- コンサルタント
- 劇場版ツバサ・クロニクル 鳥カゴの国の姫君（2005年）- コンサルタント
- それいけ!アンパンマン ハピーの大冒険（2005年）- コンサルタント
- 機動戦士Ζガンダム A New Translation -星を継ぐ者-（2005年）- コンサルタント
- 機動戦士ΖガンダムII A New Translation -恋人たち-（2005年）- コンサルタント
- パプリカ（2006年）- コンサルタント
- ブレイブ・ストーリー（2006年）- コンサルタント
- ONE PIECE THE MOVIE カラクリ城のメカ巨兵（2006年）- コンサルタント
- クレヨンしんちゃん 伝説を呼ぶ 踊れ!アミーゴ!（2006年）- コンサルタント
- 劇場版ポケットモンスター アドバンスジェネレーション ポケモンレンジャーと蒼海の王子 マナフィ（2006年）- コンサルタント
- 映画ドラえもん のび太の恐竜2006（2006年）- 技術協力
- ゲド戦記（2006年）- コンサルタント
- それいけ!アンパンマン いのちの星のドーリィ（2006年）- コンサルタント
- 映画まじめにふまじめ かいけつゾロリ なぞのお宝大さくせん（2006年）- コンサルタント
- 時をかける少女（2006年）- コンサルタント
- 劇場版 どうぶつの森（2006年）- コンサルタント
- 機動戦士ΖガンダムIII A New Translation -星の鼓動は愛-（2006年）- コンサルタント
- 超劇場版ケロロ軍曹（2006年）- 技術協力
- ONE PIECE エピソードオブアラバスタ 砂漠の王女と海賊たち（2006年）- コンサルタント
- 劇場版ポケットモンスター ダイヤモンド&パール ディアルガVSパルキアVSダークライ（2007年）- コンサルタント
- 映画ドラえもん のび太の新魔界大冒険 〜7人の魔法使い〜（2007年）- 技術協力
- クレヨンしんちゃん 嵐を呼ぶ 歌うケツだけ爆弾!（2007年）- コンサルタント
- ヱヴァンゲリヲン新劇場版:序（2007年）- コンサルタント
- ピアノの森（2007年）
- 河童のクゥと夏休み（2007年）- コンサルタント
- ストレンヂア 無皇刃譚（2007年）- コンサルタント
- それいけ!アンパンマン シャボン玉のプルン（2007年）- コンサルタント
- 秒速5センチメートル（2007年）
- オシャレ魔女♥ラブandベリー しあわせのまほう（2007年）- コンサルタント
- ONE PIECE THE MOVIE エピソードオブチョッパー+ 冬に咲く、奇跡の桜（2008年）- コンサルタント
- スカイ・クロラ The Sky Crawlers（2008年）

### ショートアニメ
- 年をとった鰐（2005年）

### 実写映画
- 空中庭園（2005年）
- Presents〜合い鍵〜（2006年）

## 受賞歴
2025年
- 第48回日本アカデミー賞 協会特別賞